# Ianans
Os ianans são um subgrupo dos ianomâmis que habitam o Noroeste do estado brasileiro de Roraima e nordeste do Estado do Amazonas, mais precisamente na Terra Indígena Yanomami, bem como a Venezuela.
As aldeias de língua ianan (ou ninan) estão situadas nos médios cursos do rio Mucajaí, rio Uraricoera e rio Ericó, na fronteira leste da Terra Indígena Yanomami.[carece de fontes?]